# USS Fitzgerald (DDG-62)
USS Fitzgerald (DDG-62) — дванадцятий ескадрений міноносець КРО в першій серії Flight I типу «Арлі Берк»
корабель названий на честь лейтенанта Вільяма Чарльза Фіцджеральда (1938—1967), який загинув під час в'єтнамської війни. Корабель здатен виконувати різнобічні завдання, завдяки своєму потужному і збалансованому озброєнню, яке керується єдиною системою Іджис.
Будівництво корабля велось на корабельні Bath Iron Works в Баті, штат Мен. Закладка кіля корабля відбулася 9 лютого 1993 року. Корабель був спущений зі стапеля 29 січня 1994 р. при участі дружини адмірала Арлі Альберта Берка. Увійшов до складу Тихоокеанського флоту 14 жовтня 1995 року в Сан-Дієго, штат Каліфорнія.

## Бойова служба
На початку квітня 2004 року було оголошено, що  есмінець «Фіцжеральд» стане одним з п'ятнадцяти есмінців КРО і трьох крейсерів КРО, які будуть модернізовані і отримають можливість застосування на них зенітних керованих ракет великої дальности SM-3 замість SM-2.
30 вересня 2004 року  прибув до Йокосуки і приєднався до Сьомого флоту ВМС США. В даний час корабель входить до складу 15-ї ескадри есмінців, військово-морської бази Сан Дієго.
2 квітня 2013 р. під час загострення відносин між Північною Кореєю з одної сторони і США, та Південної Кореєю з другої, корабель направили до берегів Південної Кореї. Після участі в спільних навчаннях Foal Eagle корабель був відправлений на південний захід від Корейського півострова. Це було зроблене як міра тиску на КНДР у відповідь на її обіцянку діяти «по законам військового часу» щодо південного сусіда і загрозу нанесення ракетного удару по території Республіки Корея і військовим базам США з використанням ядерної зброї

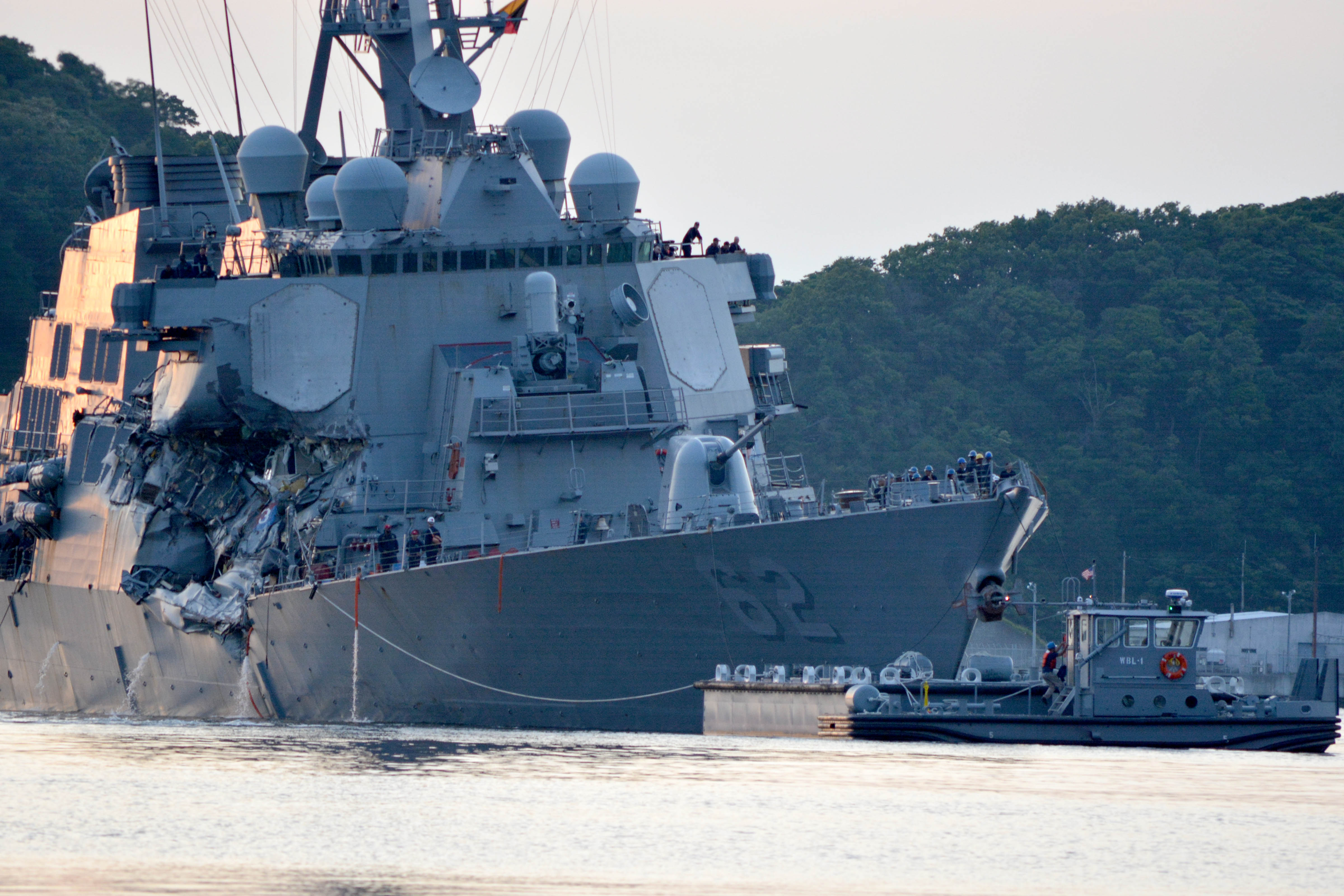
Пошкоджений в результаті зіткнення есмінець Fitzgerald

17 червня 2017 року близько 2:30 за місцевим часом «Фіцжеральд», перебуваючи у 50 морських милях від бази Йокосука, зіткнувся з контейнеровозом ACX Crystal, який йшов під філіппінским прапором. Удар припав по радіорубці і зачепив машинне відділення. Як повідомив командувач 7-го флоту США вице-адмірал Джозеф Окойн, корабель у результаті зіткнення отримав значні пошкодження, в його корпусі утворилась велика підводна пробоїна. Есмінець був врятований від затоплення швидкими і ефективными діями екіпажу. Під час зіткнення загинуло семеро американських моряків. В результаті зіткнення також були поранені три моряка, в тому чіслі капітан корабля Брюс Бенсон..
3 лютого 2020 року відремонтований ракетний есмінець USS Fitzgerald (DDG-62) ВМС США, вийшов в море на випробування.